# Detmolder SV
Der Detmolder SV (offiziell: Detmolder SportVerein von 1860/1956 e.V.) ist der größte Mehrspartensportverein der ostwestfälischen Stadt Detmold mit ca. 1200 Mitgliedern. Der Verein wurde 1860 gegründet und ist damit der älteste Detmolder Sportverein.

## Geschichte
Die Gründung des Vereins geht zurück auf die Göttinger Turner Gebhart und Riemegk, die im Jahr 1860 dem Rat der Stadt Detmold die Stiftung eines Turnvereins vorschlugen. Da zuvor gerade erfolgreich das erste deutsche Turnfest in Coburg gelaufen war, stimmte der Detmolder Bürgermeister Georg Heinrich Meyer der Eingabe zu und am 6. September 1860 wurde im Fürstlich-Lippischen Regierungs- und Anzeigeblatt die Gründung bekanntgegeben. Am 14. September 1860 zählte der Verein bereits 46 Mitglieder. 1882 wurde die sogenannte „Alte Riege“ für Seniorensport gegründet, 1890 die Jugendabteilung. Passend dazu verpflichtete die Firma Klingenberg ihre Lehrlinge und Jugendlichen zur körperlichen Ertüchtigung. 1899 kam die Damenabteilung mit zunächst 33 Mitgliedern hinzu. 
Da die neu errichtete Turnhalle des Gymnasiums ab 1908 vom DTV nicht mehr verwendet werden durfte, wurde ein Fonds zum Bau einer eigenen Halle eingerichtet. Bis 1912 fand der Sport noch in der alten Turnhalle statt, die von der Firma Klingenberg aufgekauft und dem Verein zur Nutzung überlassen wurde. Mit dem Bau der neuen Halle wurde 1912 begonnen, das Grundstück dazu war eine Schenkung von Fürst Leopold IV. Der Erste Weltkrieg hinterließ deutliche Spuren im DTV, 258 Vereinsmitglieder waren an der Front, 34 fielen, zahlreiche kamen versehrt zurück. Als Folge wurde die Schüler- und Schülerinnenabteilung gegründet. 1936 wurde der Dachverband der bürgerlichen Turnvereine, die Deutsche Turnerschaft, aufgelöst und der Detmolder Turnverein in den Reichsbund für Leibesübungen eingegliedert. Als dieser nach Kriegsende aufgelöst wurde, wurde das Vermögen des DTV von der britischen Militärregierung gesperrt. 
Alle Detmolder Vereine wurden am 30. April 1946 zum Turn- und Sportverband Detmold zusammengeschlossen. Ab dem 2. September 1947 gab es schließlich wieder einen Detmolder Turnverein von 1860, der ab 1948 auch das gesperrte Vermögen zurückerhielt. 1958 erzielt die Turnerjugend ihren ersten Turniersieg beim Deutschen Turnfest in München, ein Erfolg, der 1963 wiederholt werden konnte. Am 1. November 1963 erfolgte der Abriss der alten Turnhalle, von 1966 bis 1968 entstanden ein Neubau und ein Jugendheim. 1971 wurde die Zahl von 1000 Mitgliedern überschritten, im März 1978 wurde die Marke von 1245 Mitgliedern erreicht. Am 5. Dezember 1983 erhielt Vereinsjugendwart Hugo Beckmann das Bundesverdienstkreuz. Heutzutage beteiligt sich der DTV am Landes-Leistungszentrum für Kunstturnen in Detmold. 
Am 1. Januar 2018 kam es zur Verschmelzung mit dem im Jahre 1956 gegründeten Detmolder Turnerbund. Dabei wurde letzter Verein aufgelöst und die Mitglieder traten dem Detmolder Turnverein bei, der seinen Namen in Detmolder SV änderte.

## Abteilungen

### Turnen
In der Abteilung Kunstturnen wurde Nadine Jarosch von ihrem Trainer Michael Gruhl auf die Olympischen Spiele 2012 in London vorbereitet. Nadine Jarosch ist 2011 zum dritten Mal nach 2007 und 2008 zur Turnerin des Jahres des westfälischen Turnerbundes gewählt worden.

### Volleyball
Die Volleyballmannschaft der Frauen spielte von 2003 bis 2005 in der 2. Bundesliga. Nach mehreren Jahren in unteren Spielklassen stieg die Mannschaft im Jahre 2017 in die 3. Liga West auf, musste aber als Tabellenletzter prompt wieder absteigen.

### Leichtathletik
Annette Hüls wurde 1990 deutsche Meisterin im Crosslauf sowie deutsche Hallenmeisterin im 1500-Meter-Lauf.

### Handball
Die Handballabteilung des damaligen Detmolder Turnvereins gründete im Jahre 1994 mit denen des VfL Hiddesen die HSG Detmold/Hiddesen. Im Jahre 2014 kamen die Handballer des TuS Eichholz/Remmighausen hinzu. Seitdem nennt sich die Spielgemeinschaft SG Handball Detmold.

## Sportangebot
Der Verein bietet folgende Sportarten an:
- Wettkampfsport: Basketball, Fechten, Handball, Kunstturnen, Volleyball, Floorball
- Breitensport: Kinder- und Jugendturnen, Seniorensport, Gymnastik, Fitness und Gesundheitskurse, Fußball (Hobby)